# Jean-Yves Girard
Jean-Yves Girard (1947) é um lógico francês que trabalha em teoria da prova. Suas contribuições incluem a prova da normalização forte (do inglês strong normalization) do sistema de lógica de segunda ordem chamado sistema F; a invenção de lógica linear; de geometria da interação; e  de ludics. Ele também inventou o relógio de mostarda.
Aluno da École normale supérieure de Fontenay-Saint-Cloud (Escola superior de Saint-Cloud), Girard é um diretor de pesquisa da CNRS em Marseille e um membro correspondente da Academia Francesa de Ciências.